# Live in Japan (album Vadera)
Live in Japan – drugi album koncertowy deathmetalowej grupy muzycznej Vader. Wydawnictwo ukazało się 30 grudnia 1998 roku w Europie nakładem wytwórni muzycznej System Shock/Impact Records. W Polsce nagrania ukazały się dzięki Metal Mind Records, w Japonii dzięki Avalon/Marquee Inc. Natomiast w Stanach Zjednoczonych płytę wydała firma Pavement Music.
Na płycie znalazł się koncert zespołu zarejestrowany w tokijskim klubie Quattro 31 sierpnia 1998 roku. Wszystkie utwory zostały zmiksowane przez Tomasza Bonarowskiego, gitarzystę i wokalistę Piotra "Peter" Wiwczarka oraz perkusistę Krzysztofa "Docenta" Raczkowskiego w gdyńskim Red Studio pomiędzy 22 a 30 września 1998 roku. Mastering w olsztyńskim Selani Studio wykonali Andrzej Bomba i Mariusz Kmiołek pomiędzy 1 a 4 października również 1998 roku.

## Lista utworów
Opracowano na podstawie materiału źródłowego.
| Nr  | Tytuł utworu                          | Słowa                     | Muzyka                                              | Długość |
| --- | ------------------------------------- | ------------------------- | --------------------------------------------------- | ------- |
| 1.  | „Damien (Intro)”                      | utwór instrumentalny      | Jerry Goldsmith                                     | 02:45   |
| 2.  | „Sothis”                              | Paweł Wasilewski          | Piotr Wiwczarek                                     | 03:55   |
| 3.  | „Distant Dream”                       | Tomasz Krajewski          | Piotr Wiwczarek                                     | 03:17   |
| 4.  | „Black To The Blind”                  | Paweł Wasilewski          | Piotr Wiwczarek                                     | 04:15   |
| 5.  | „Silent Empire”                       | Paweł Frelik              | Piotr Wiwczarek                                     | 04:09   |
| 6.  | „Blood Of Kingu”                      | Piotr Wiwczarek           | Piotr Wiwczarek                                     | 04:39   |
| 7.  | „Carnal”                              | Paweł Frelik              | Piotr Wiwczarek                                     | 02:24   |
| 8.  | „Red Passage”                         | Paweł Wasilewski          | Piotr Wiwczarek                                     | 02:49   |
| 9.  | „Panzerstoss (Intro)”                 | utwór instrumentalny      | Piotr Wiwczarek                                     | 01:21   |
| 10. | „Reborn In Flames”                    | Piotr Wiwczarek           | Piotr Wiwczarek                                     | 05:05   |
| 11. | „Fractal Light”                       | Paweł Frelik              | Piotr Wiwczarek                                     | 02:44   |
| 12. | „From Beyond (Intro)”                 | utwór instrumentalny      | Piotr Wiwczarek                                     | 00:59   |
| 13. | „Crucified Ones”                      | Piotr Wiwczarek           | Piotr Wiwczarek                                     | 03:24   |
| 14. | „Foetus God”                          | Paweł Wasilewski          | Piotr Wiwczarek                                     | 03:00   |
| 15. | „Black Sabbath (cover Black Sabbath)” | Ozzy Osbourne             | Ozzy Osbourne, Tony Iommi, Geezer Butler, Bill Ward | 06:19   |
| 16. | „Raining Blood (cover Slayer)”        | Jeff Hanneman, Kerry King | Jeff Hanneman                                       | 03:48   |
| 17. | „Omen (Intro)”                        | utwór instrumentalny      | Jerry Goldsmith                                     | 01:40   |
| 18. | „Dark Age”                            | Piotr Wiwczarek           | Piotr Wiwczarek                                     | 05:00   |
|     |                                       |                           |                                                     | 1:01:33 |

| Utwory dodatkowe - edycja japońska | Utwory dodatkowe - edycja japońska       | Utwory dodatkowe - edycja japońska | Utwory dodatkowe - edycja japońska | Utwory dodatkowe - edycja japońska |
| Nr                                 | Tytuł utworu                             | Słowa                              | Muzyka                             | Długość                            |
| ---------------------------------- | ---------------------------------------- | ---------------------------------- | ---------------------------------- | ---------------------------------- |
| 1.                                 | „Incarnation”                            | Paweł Wasilewski                   | Piotr Wiwczarek                    | 03:09                              |
| 2.                                 | „Dethroned Emperor (cover Celtic Frost)” | Tom Gabriel Fischer                | Tom Gabriel Fischer                | 04:55                              |

## Twórcy
Opracowano na podstawie materiału źródłowego.
| Zespół Vader w składzie - Piotr "Peter" Wiwczarek – gitara, śpiew, produkcja, miksowanie, słowa - Maurycy "Mauser" Stefanowicz – gitara - Leszek "Shambo" Rakowski – gitara basowa - Krzysztof "Docent" Raczkowski – perkusja, miksowanie |  | Produkcja - Tomasz Bonarowski – miksowanie - Andrzej Bomba, Mariusz Kmiołek – mastering - Jacek Wiśniewski – oprawa graficzna - Osamu "Tio" Suzuki – zdjęcia koncertowe - Krzysztof Mierzwiński, Shinaya Tanaka – realizacja - Naoto Hoshino, Atsuhiro Morishige, Tomomi Shimura, Yutaka Makido – asystenci - Keisuke Hatsushika, Misae Shiroyama – nagłośnienie (Basement Co.Ltd) - Mika Furukawa – oświetlenie - Takeshi Inoue – Shibuya Club Quattro - Naoki Shimizu, Terry Toiyama, Ken Kamenoi, Kazuha Ikeda, Kunihiko Koike – creative man - Naohiro Yamazaki, Ayako Ono, Akane Tamura, Hiroshi Kaneko, Suguru Furuta – Marquee Inc./Avalon - Paweł Wasilewski, Paweł Frelik, Tomasz Krajewski – słowa |

## Wydania
| Rok  | Nr katalogowy      | Format                | Wydawca                                | Region            | Źródło |
| ---- | ------------------ | --------------------- | -------------------------------------- | ----------------- | ------ |
| 1998 | IR-C-132, IRC132-2 | CD, Album             | System Shock/Impact Records, ZYX Music | Europa            | [ 6 ]  |
| 1998 | IR-C-132, IRC132-2 | CD, Album, Promo, Car | System Shock/Impact Records, ZYX Music | Europa            | [ 6 ]  |
| 1998 | MICY-1087          | CD, Album             | Avalon/Marquee Inc.                    | Japonia           | [ 6 ]  |
| 1998 | MMP CD 0059        | CD, Album, Enh        | Metal Mind Records                     | Polska            | [ 6 ]  |
| 1998 | MMP 0059           | Cass, Album           | Metal Mind Records                     | Polska            | [ 6 ]  |
| 1999 | 769623-23022-4     | CD, Album, RE         | Pavement Music                         | Stany Zjednoczone | [ 6 ]  |